# Condylostylus mundus
Condylostylus mundus är en tvåvingeart som först beskrevs av Christian Rudolph Wilhelm Wiedemann 1830.  Condylostylus mundus ingår i släktet Condylostylus och familjen styltflugor. Inga underarter finns listade i Catalogue of Life.